# 第1回アカデミー賞
第1回アカデミー賞（だい1かいアカデミーしょう）は1927年から1928年7月31日までに公開された映画を対象としており、授賞式は1929年5月16日にアメリカ合衆国カリフォルニア州ロサンゼルスのハリウッド・ルーズベルト・ホテルで映画芸術科学アカデミー（AMPAS）の主催により行われた。司会はAMPAS会長であるダグラス・フェアバンクスである。授賞式のチケットは5ドルであり、270名が出席し、15分ほどで閉式となった。アカデミー賞はルイス・B・メイヤー・ピクチャーズ・コーポレーションの創設者であるルイス・B・メイヤーにより設立された。ラジオ及びテレビでの放送はされていない。
第1回アカデミー賞は12部門で構成された。受賞者は授賞式の3か月前に発表された。ラルフ・ハメラスやニュージャント・スローターといった一部の人物たちは対象作品無しで候補となった。後の賞と違い、俳優や監督は複数の作品を対象として受賞することが可能であった。例えば、主演男優賞を受賞したエミール・ヤニングスは、『肉体の道』と『最後の命令』の両方の功績によって受賞を果たした。チャールズ・チャップリンとワーナー・ブラザースにはそれぞれ特別賞が贈られた。
最多受賞作品は『第七天国』と『サンライズ』の3個、次いで『つばさ』の2個である。 『サンライズ』は芸術作品賞、『つばさ』は作品賞を受賞した。

## 背景
1927年、ルイス・B・メイヤー・ピクチャーズ・コーポレーション（後にメトロ・ゴールドウィン・メイヤー（MGM）に統合）の創設者であるルイス・B・メイヤーにより、映画業界の5職種（俳優、監督、プロデューサー、技術者、脚本家）から成る映画芸術科学アカデミー（AMPAS）が設立された。メイヤーは賞の設置について「賞には二つの目的がある。一つは、立派な業績をしっかり認識したいということ。もう一つは、さらに立派な業績を残すよう奨励したいということ」と述べた。メイヤーの依頼により、MGMのアートディレクターのセドリック・ギボンズはアカデミー賞のトロフィーをデザインした。候補者は1928年2月に電報で通達された。1928年8月、メイヤーは受賞者を決定するアカデミー中央選定委員会の審査員と連絡を取った。しかしながら映画監督のキング・ヴィダーによると、作品賞を決定したのはAMPAS創設者のダグラス・フェアバンクス、シド・グローマン、メイヤー、メアリー・ピックフォード、ジョセフ・M・シェンクらであった。

## 授賞式
授賞式は1929年5月16日、カリフォルニア州ロサンゼルスのハリウッド・ルーズベルト・ホテルで開催された。それは36の宴会用テーブルを並べたプライベート・ディナーで、出席者は270名でチケットは5ドルであった。俳優たちは高級車に乗ってホテルに到着し、有名人たちを讚えるために多くのファンが出席した。授賞式の模様はラジオやテレビで放送されなかった。司会はAMPAの会長であったダグラス・フェアバンクスが務め、15分で完了した。

## 受賞とノミネート
受賞者は授賞式の3か月前に発表されていた。史上初のアカデミー賞受賞者となったのはエミール・ヤニングスであり、『肉体の道』と『最後の命令』によって主演男優賞を受賞した。ジャネット・ゲイナーは『第七天国』と『街の天使』と『サンライズ』によって主演女優賞、フランク・ボーゼイジは『第七天国』によってドラマ監督賞、ルイス・マイルストンは『美人国二人行脚』によってコメディ監督賞、当時最高の製作費がかけられた『つばさ』は作品賞を受賞した。チャールズ・チャップリンとワーナー・ブラザースにはそれぞれ名誉賞が贈られた。元々チャップリンは『サーカス』により主演男優賞、脚色賞、コメディ監督賞にノミネートとなっていたが、最終的にリストから削除され、名誉賞を受賞した。またワーナー・ブラザースはトーキー映画を開拓した功績により受賞となった。また受賞結果は5大スタジオ（20世紀フォックス、MGM、パラマウント映画、レイディオ・キース・オーフィアム、ワーナー・ブラザース）の作品に偏った。3つの部門（技術効果賞、脚本字幕賞、芸術作品賞）が今回限りの設置となった。
以下、太文字が受賞である。
| 作品賞 | 芸術作品賞 |
| --- | --- |
| - 『つばさ』 - 『暴力団』 - 『第七天国』 | - 『サンライズ』 - 『チャング』 - 『群衆』                                                                                                  |
| コメディ監督賞 | ドラマ監督賞 |
| - 『美人国二人行脚』 - ルイス・マイルストン - 『ロイドのスピーディー』 - テッド・ワイルド                                                                           | - 『第七天国』 - フランク・ボーゼイジ - 『群衆』 - キング・ヴィダー - 『ソレルと其の子』 - ハーバート・ブレノン                             |
| 主演男優賞 | 主演女優賞 |
| - エミール・ヤニングス - 『最後の命令』、『肉体の道』 - リチャード・バーセルメス - 『獄中日記』、『熱血拳闘手』                                                     | - ジャネット・ゲイナー - 『第七天国』、『街の天使』、『サンライズ』 - グロリア・スワンソン - 『港の女』 - ルイーズ・ドレッサー - 『老番人』 |
| 原案賞 | 脚色賞 |
| - 『暗黒街』 - ベン・ヘクト - 『最後の命令』 - ラホス・ビロ | - 『第七天国』 - ベンジャミン・グレイザー - 『祖国の叫び』 - アンソニー・コールドウェイ - 『ジャズ・シンガー』 - アルフレッド・A・コーン    |
| 撮影賞 | 美術賞 |
| - 『サンライズ』 - チャールズ・ロッシャー、カール・ストラス - 『悪魔の踊子』 - ジョージ・バーンズ - 『魔炎』 - ジョージ・バーンズ - 『港の女』 - ジョージ・バーンズ | - 『赤い鳩』、『テンペスト』 - ウィリアム・キャメロン - 『第七天国』 - ハリー・オリヴァー - 『サンライズ』 - ロフス・グリーゼ               |
| 技術効果賞 | 脚本字幕賞 |
| - 『つばさ 』 - ロイ・ポメロイ - （対象作品無し） - ラルフ・ハメラス - （対象作品無し） - ニュージャント・スローター                                                | - （対象作品無し） - ジョセフ・ファーナム - （対象作品無し） - ジョージ・マリオン・Jr - 『トロイ情史』 - ジェラルド・ダフィ                 |

## 名誉賞
- チャールズ・チャップリン
  - 「『サーカス』の脚本、演技、監督、製作で示した才能」による[2][12]。

- ワーナー・ブラザース
  - 「映画界に革命をもたらしたトーキー映画『ジャズ・シンガー』の製作」による[2][12]。

## 統計
| 複数ノミネート - 5: 『第七天国』 - 4: 『サンライズ』 - 2: 『群衆』、『港の女』、『つばさ』 | 複数受賞 - 3: 『第七天国』、『サンライズ』 - 2: 『つばさ』 |

## ギャラリー
アカデミー賞受賞者
- 作品賞を受賞した『つばさ』のポスター[9]。
- コメディ監督賞を受賞したルイス・マイルストン。
- 主演男優賞を受賞したエミール・ヤニングス。
- 主演女優賞を受賞したジャネット・ゲイナー。
- 名誉賞を受賞したチャールズ・チャップリン。
- 名誉賞を受賞したワーナー・ブラザース。